# Atrée et Thyeste
Atrée et Thyeste est une tragédie en cinq actes et en vers de Crébillon père, représentée pour la première fois à la Comédie-Française le 14 mars 1707.
Érope, peu après son mariage avec Atrée, a été enlevée par le frère de ce dernier, Thyeste. Mais au moment où elle allait lui donner un fils, elle est retombée au pouvoir d’Atrée qui a fait périr la mère et élevé le fils, Plisthène, comme le sien pour servir un jour d’instrument de la vengeance qu’il médite à l’égard de Thyeste. Vingt ans plus tard, au moment où la pièce commence, Atrée et Plisthène, qui se croit son fils alors qu’il est celui de Thyeste, se préparent à partir du port de Chalcis pour attaquer les Athéniens. Une tempête jette sur les côtes de Chalcis Thyeste et sa fille Théodamie. Ils sont recueillis par Plisthène qui tombe amoureux de Théodamie. Mais le soupçonneux Atrée veut voir les étrangers. La scène de la reconnaissance renferme le vers célèbre lancé par Atrée :
Je le reconnaîtrais seulement à ma haine.
Atrée se livre à sa rage contre son frère et ordonne à ses gardes de le mettre à mort mais, soudain, se souvenant de son dessein mûri pendant vingt ans :
Mais non : une autre main doit verser tout son sang.
Il feint alors de se rendre aux prières de Plisthène et de Théodamie et de pardonner à Thyeste, alors qu’il ne veut que se donner le temps de déterminer Plisthène à le tuer. Mais celui-ci répond qu’il refuse de tuer le frère de son père et le père de Théodamie. Atrée imagine alors le dessein qui amène le dénouement, qui rejoint ici la mythologie : il avoue à Thyeste que Plisthène est son fils et ne lui cache pas pour quel dessein il l’a élevé ; mais il annonce qu’il veut une réconciliation solennelle et propose à son frère de jurer la paix sur la coupe de leurs pères, serment suprême pour les enfants de Tantale. La coupe est apportée, mais elle est pleine du sang de Plisthène qu’Atrée a fait égorger. Près de la porter à ses lèvres, Thyeste s’écrie :
THYESTE : C’est du sang !...
ATRÉE : Méconnais-tu ce sang ?...
THYESTE : Je reconnais mon frère.
Cette accumulation d’horreurs produisit un effet d’épouvante nouveau pour le théâtre, mais créa aussi, chez les spectateurs, un sentiment de malaise. La pièce, considérée comme une des plus remarquables de son auteur, ne put jamais se soutenir durablement à la scène. Le style est souvent incorrect et déclamatoire, mais souvent remarquable aussi par son énergie et sa concision. La succession des coups de théâtre et des reconnaissances annonce le drame romantique, voire le mélodrame et les livrets rocambolesques de certains opéras de Verdi.

## Source
- « Atrée et Thyeste », Gustave Vapereau, Dictionnaire universel des littératures, vol. 2, Paris, Hachette, 1876 [détail des éditions] (lire sur Wikisource), p. 545-6.